# Головко Леонід Федорович
Леонід Федорович Головко (21 жовтня 1948, с. Козинка Бєлгородської обл., СРСР) — радянський та український вчений у галузі матеріалознавства та лазерної обробки, доктор технічних наук, професор.

## Життєпис
Леонід Головко народився в с. Козинка Бєлгородської області. у 1974 році успішно закінчив механіко-машинобудівний факультет КПІ за спеціальністю «Технологія машинобудування, металорізальні верстати та інструменти». Тоді ж розпочав працювати на кафедрі лазерної техніки, конструювання машин та матеріалознавства (зараз — ЛТФТ) на посаді старшого інженера, а потім — молодшим науковим співробітником, старшим науковим співробітником, доцентом, з 1994 р. — професором. Викладає «Електрофізикохімічні методи обробки матеріалів», «Технологію лазерної обробки», «Фізичні методи досліджень».
Коло наукових інтересів: структурно-фазові перетворення в поверхневих шарах матеріалів при їх нагріванні, термоциклюванні, термодеформаційному зміцненні, легуванні, наплавленні потужним лазерним випромінюванням; явище аномального масопереносу, ініційованого лазерним опроміненням; створення композиційних матеріалів та вирощування трьохвимірних виробів; розробка принципово нових технологій керування жорсткістю складних просторових металевих конструкцій зміненням напруженого стану матеріалу визначених їх ділянок; дослідження комбінованих процесів лазерної обробки матеріалів з використанням додаткових джерел енергії — плазми, електричного розряду, ультразвуку; дослідження процесів взаємодії лазерного випромінювання з біологічними середовищами.
Результати наукових досліджень проф. Л. Ф. Головка були опубліковані у понад 200 наукових працях, у тому числі в 10 монографіях (3 монографії перевидані у США, Китаї та Болгарії, одна видана у США). Отримав понад 40  авторських свідоцтв на винаходи та патентів України.
Підготував понад 10 кандидатів та докторів технічних наук.
У 2001 р. на запрошення Лазерного інституту Америки став одним зі співавторів всесвітньо відомого довідника з лазерної технології — Lia Handbook of Laser Materials Processing. L.F.Golovko et all. Laser Institute of America. Orlando, USA, 2001, (715p). Співавторами видання були провідні вчені США, Японії, Німеччини, Англії, Франції, Швейцарії. В роботі над виданням брало участь тільки двоє вчених з колишнього СРСР — професори Головко та Коваленко.
Керівник лабораторії лазерної поверхневої обробки матеріалів. Створив 10 виробничих дільниць лазерної обробки матеріалів на підприємствах України та в Польщі.

## Вибрана бібліографія
- "Коваленко, В. С., Головко, Л. Ф., & Черненко, В. С. (1990). Упрочнение и легирование деталей машин лучом лазера. Тэхника.
- Коваленко В. С., Верхотуров А. Д., Головко Л. Ф., Подчерняева И. А.(1986) Лазерное и электроэрозионное упрочнение материалов
- Головко, Л. Ф., & Лук'яненко, С. О. (2009). Лазерні технології та комп'ютерне моделювання. К.: ВІСТКА.
- Formation of wear-resistant surfaces by laser-plasma surfacing. ЛФ Головко, MС Блощицин, ВА Третяк — Вісник Національного технічного університету …, 2012
- Determination of Optimal Conditions of Laser Forming of Tool Layer of Abrasive Tools. ОО Гончарук, ОД Кагляк, ЛФ Головко, АМ Лутай — Eastern-European Journal of Enterprise Technologies, 2012

## Відзнаки та нагороди
- Доктор технічних наук (з 1994 року)
- Премія Мінвузу України (1981 та 1982 роки)
- Диплом ВДНГ УРСР (1983 рік)
- Золота медаль ВДНГ СРСР (1986 рік)
- Срібна медаль ВДНГ СРСР (1987 рік)
- Бронзова медаль ВДНГ УРСР (1985 рік)
- Премія НТУУ «КПІ» (2006 рік)